# Balogh Csaba (polgármester)
Balogh Csaba (Budapest, 1991. augusztus 22. –) magyar politikus, közgazdász, Göd polgármesterének választották 2019-ben.

## Politikai karrierje
A Momentum Mozgalom tagjaként, az ellenzéki összefogás által jelölve nyerte meg Gödön a 2019-es önkormányzati választást. 2020-ban a pandémia idején kijelölték a város legnagyobb ipari területét a Samsung SDI gyárával együtt Különleges Gazdasági Övezetnek. Ezután szétesett az összefogás, és kisebbségben maradt testületében. 2022-ben kilépett a pártjából, hogy függetlenként folytassa a városvezetést. Végül 2023 februárjában lemondott, így előrehozott választást kellett lebonyolítani.